# ریبیراون پیرس

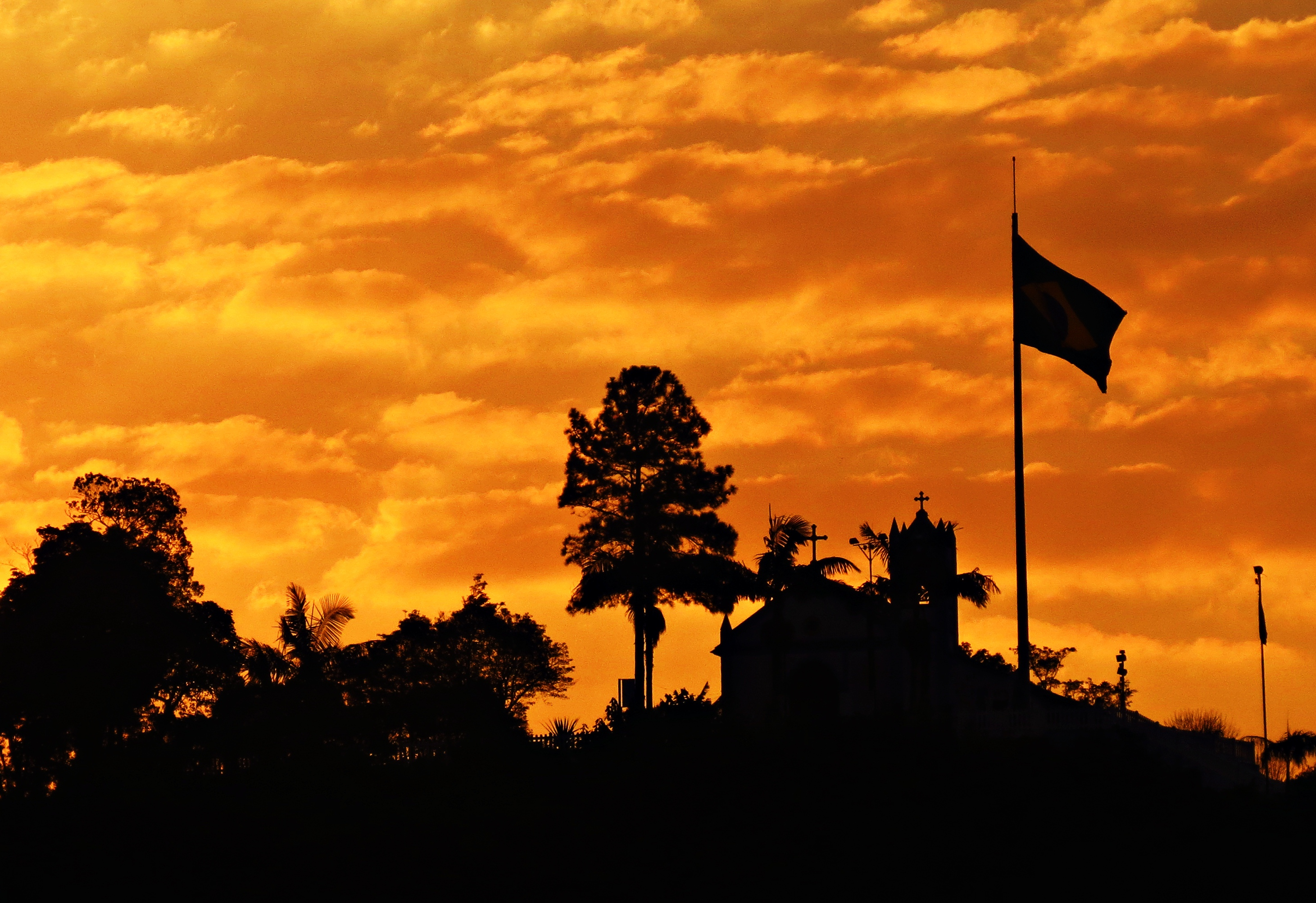

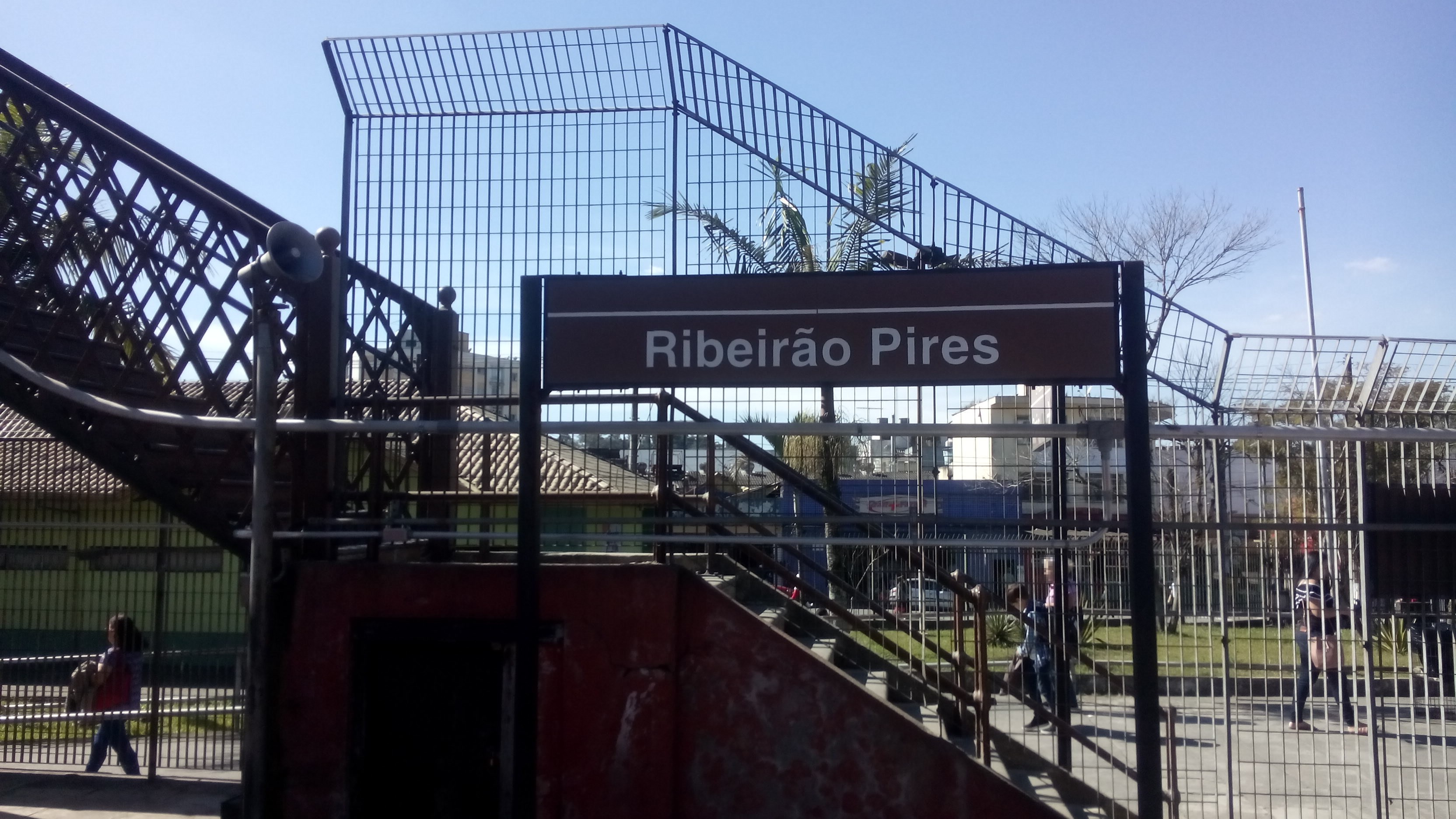

ریبیراون پیرس (به پرتغالی: Ribeirão Pires) یک منطقهٔ مسکونی در برزیل است که در ایالت سائو پائولو واقع شده‌است. ریبیراون پیرس ۹۹٫۱ کیلومتر مربع مساحت و ۱۲۴٬۱۵۹ نفر جمعیت دارد و ۸۰۰ متر بالاتر از سطح دریا واقع شده‌است.